# Авдєєнко Вадим Андрійович
Вади́м Андрі́йович Авдє́єнко (нар. 19 червня 1942, Уяр) — український актор і театральний менеджер; заслужений діяч мистецтв України з 1996 року. Батько акторки Вікторії Авдєєнко. 

## Життєпис
Народився 19 червня 1942 року в місті Уярі Красноярського краю (нині Росія). В 1963—1969 роках — актор Театру Київського військового округу.  1967 року на «Мосфільмі» знявся у фільмі «Визволення». 1969 року закінчив Київський інститут театрального мистецтва (курс В. Биковця та Євгенії Веховської).
Упродовж 1969—1972 років обіймав посаду заступника директора Київського театру ляльок; у 1972—1974 роках — директор-розпорядник Київського театру оперети; з 1974 року по 1990 рік заступник директора, а з 1990 по 2000 рік — директор-розпорядник Національного академічного драматичного театру імені Лесі Українки. 1980 року закінчив Київський університет.
З 2000 по 2010 — директор-розпорядник Київського академічного театру драми і комедії на лівому березі Дніпра. Нині пенсіонер. 